# Дудко Денис Юрійович
Дени́с Ю́рійович Дудко́ (* 24 листопада 1975, Харків) — український музикант, бас-гітарист рок-гурту «Океан Ельзи», учасник дуету і супергурту «MARU».

## Життєпис
Музикою почав займатися в 6 років в сш № 9 по класу віолончелі. У 1990 році перейшов до харківської середньої спеціальної музичної школи-інтернату на клас контрабаса. 1993 року вступив на джазове відділення Харківського інституту мистецтв ім. І. П. Котляревського (зараз Харківський державний університет мистецтв ім. І. П. Котляревського) на клас джазового контрабаса і бас-гітари. У цьому ж році Денис почав серйозно захоплюватися джазовою музикою. Після закінчення інституту в 1998 р. Денис починав викладати клас контрабаса і бас-гітари на відділенні «музичне мистецтво естради» в Харківському музичному училищі ім. Б. М. Лятошинського, в Харківському інституті мистецтв ім. І. П. Котляревського та харківської академії культури. 
З 1995 по 2004 р., Денис є учасником джазового гурту «Схід-Side», з яким гастролює як в Україні, так і за її межами. З 2000 по 2004 роки був учасником джазового фестивалю «Джазова провінція». 
З 2000 по 2004 рр. — учасник джазового квартету Давида Голощекина «Четверо». У цей же період Денис виступає з російськими джазовими музикантами, такими, як Ігор Бутман, Леонід та Микола Вінцкевич, Андрій Кондаков, Анатолій Герасимов, Валерій Пономарьов, Віктор Єпанешников і багато інших. У 2000 році Денис Дудко і Олександр Лебеденко співпрацюють з джазовим піаністом з Фінляндії Мікою Похйола. У 2001 році з спільним проєктом з Володимиром Шабалтасом «ДуШа», Денис стає лауреатом джазового фестивалю-конкурсу «Getxo» у місті Більбао (Іспанія). Гостролює в Швеції, Фінляндії, Польщі, Німеччині, Франції, Іспанії, Росії, Англії, Греції, США, Канаді, Литві, Латвії, Португалії, Шотландії, Чорногорії та інших країнах. 
З 2004 р. є учасником відомого рок-гурту «Океан Ельзи». 
У 2009 році, Денис разом з Олексієм Саранчиним, Богданом Гуменюком, Деннісом Аду та Аліком Фантаєвим організовує джазовий квінтет «Дудко». Основною особливістю цього квінтету є те, що музиканти прагнуть поєднати слов'янську та європейську культури з джазовими світовими традиціями, тим самим, привносячи в свою авторську музику самобутній колорит, не характерний для американських джазових течій.
12 травня 2011 року в артклубі «44» відбулася офіційна презентація альбому Дениса Дудка Sofia. Повністю авторський матеріал диска вперше був показаний в 2009-му, а наприкінці 2010 року оформлений і виданий у вигляді альбому.
2015 року спільно з джазовою співачкою Ольгою Лукачовою створив дует MARU.

## Дискографія

### Студійні альбоми
- 2011 — Sofia
- 2015 — Little Flower